# Чук преобразувател
Чук преобразувателят е DC-DC преобразувател с изходно напрежение, което е или по-голямо, или по-малко от входното напрежение.
Повишаващият и понижаващият преобразуватели са основополагащи схеми в силовата електроника за фотоволтаични системи. Чук преобразувателя работи в двата режима чрез промяна на работния цикъл. Превключвателят е осигурява непрекъснато входен и изходен постоянен ток. Преобразувателя има стойност на изходното напрежение, който е по-голям или по-малък от стойността на входното напрежение. Това е по същество повишаващия преобразувател последван от понижаващия преобразувател вързани с кондензатор, за да се съберат енергия. Неизолиран Чук конвертор се състои от два индуктора, два кондензатора, ключ (обикновено транзистор) и диод. Схемата му може да се види на фигурата встрани. Това е инвертиращ конвертор, така че изходното напрежение е отрицателно по отношение на входното напрежение. Преобразувателят както останалите DC-DC преобразуватели може да работи в продължителен и непродължителен режим. Двата индуктора L1 и L2 се използват за преобразуване на източника на входно напрежение (Vi) и източника на изходното напрежение (Co) в източниците на ток. В кратък мащаб, индукторът може да се разглежда като източник на ток, тъй като поддържа постоянен ток. Това превръщане е необходимо, защото ако кондензаторът е свързан директно към източника на напрежение, токът ще бъде ограничен само от паразитното съпротивление, което води до големи загуби на енергия. Зареждането на кондензатор с източник на ток (индуктор) предотвратява ограничаването на съпротивителния ток и свързаните с него загуби на енергия. Интегрално изпълнение на преобразувателя: LM2611, LT8330. Най-често приложение: регулатори на напрежение и хибридни фотоволтаични системи.